# Contractul de la Neuberg
Contractul de la Neuberg din 25 septembrie 1379 a determinat împărțirea teritoriilor habsburgice.
Contrar „Regulilor Rudolfine” (în germană Rudolfinische Hausordnung) prin care ducele Rudolf al IV-lea (d. 1365) stabilise în 1364 împreună cu frații săi mai mici, Albert și Leopold, indivizibilitatea teritoriilor habsburgice, aceștia au hotărât în 1379 în Stiria la Mănăstirea cisterciană Neuberg, să împartă moștenirea comună, fără să fi existat vreo constrângere externă. Urmarea acestei decizii a fost diminuarea puterii familiei de Habsburg și scăderea capacității ei financiare. Împărțirea teritoriilor s-a făcut astfel:
- ducele Albert al III-lea (Linia Albertină) a primit Austria de deasupra și de sub râul Enns, dar fără comitatul Pitten și orașul Wiener Neustadt, care aparțineau Stiriei.
- ducele Leopold al III-lea (Linia Leopoldină) a primit Stiria, Carintia, Tirolul și Austria Anterioară precum și Craina cu Marca Vindica, Istria și noile teritorii de pe coasta Mării Adriatice (mai târziu numită zona de litoralul austriac).[1]

În ceea ce privește titlurile celor doi frați nimic nu s-a schimbat, iar dreptul de moștenire reciprocă și primul drept de cumpărare au rămas valabile.
Împărțirea Casei de Habsburg în cele două linii Albertină și Leopoldină avea să ia sfârșit abia la 19 martie 1490. Renunțarea arhiducelui Sigismund la cârmuirea Tirolului în favoarea regelui Maximilian I a făcut posibilă reunificarea posesiunilor habsburgice.